# HD 106906
Désignations
HD 106906, aussi nommé HIP 59960, est un système stellaire constitué d'au moins deux étoiles, encerclées par un disque de débris, et d'un objet de masse planétaire, probablement en orbite autour des étoiles et du disque. Il est situé à 103,334 ± 0,458 0 pc (∼337 al) de la Terre et fait partie du groupe du Bas-Centaure-Croix du Sud, lui-même partie de l'association Scorpion-Centaure.
HD 106906 a et b sont de type F, c'est-à-dire caractérisées par la présence dans leur spectre de raies de calcium ionisé ainsi que de faibles raies d'absorption de l'hydrogène.

## Structure et membres
Le système stellaire est vu de la Terre par la tranche, ce qui permet une meilleure détectabilité de son disque de débris et du mouvement radial de ses étoiles.

### Paire d'étoiles centrale
HD 106906 AB est une paire de naines jaune-blanc. Des mesures de vitesses radiales ont permis de montrer que leur orbite est resserrée et excentrique, avec une période d'une cinquantaine de jours et une excentricité supérieure à 0,6. Leurs types spectraux permettent d'estimer la masse totale de la paire à environ  2,7 M☉.

### Disque de débris
Le disque de débris a été imagé à plusieurs reprises à l'aide des instruments ACS (Hubble), GPI (Gemini-Sud) et SPHERE (VLT). C'est un anneau vu par la tranche qui s'étend principalement d'un rayon de 50 à 150 unité astronomique (ua). Sa distribution lumineuse est très asymétrique : son côté Est est plus lumineux que son côté Ouest, mais on peut voir une extension de poussières jusqu'à plus de 500 ua sur les images de Hubble,. Ces perturbations pourraient être expliquées par l'influence gravitationnelle de la planète,,.

### HD 106906 (AB) b
HD 106906 b, formellement HD 106906 (AB) b, est un objet libre de masse planétaire confirmé en orbite autour de la paire d'étoiles centrale de HD 106906. Sa découverte a été annoncée le 5 décembre 2013 par un communiqué de l'université de l'Arizona (UA). Elle se situe à une distance projetée de 732 ± 30 ua, soit plus de 20 fois la distance Soleil-Neptune. Il n'est pas sûr qu'elle soit dans le plan du disque.